# Andri Kulyk (luchador)
Andri Kulyk –en ucraniano, Андрій Кулик– es un deportista ucraniano que compite en lucha grecorromana. Ganó una medalla de bronce en el Campeonato Mundial de Lucha de 2022, en la categoría de 72 kg.

## Palmarés internacional
| Campeonato Mundial | Campeonato Mundial | Campeonato Mundial | Campeonato Mundial |
| Año                | Lugar              | Medalla            | Categoría          |
| ------------------ | ------------------ | ------------------ | ------------------ |
| 2022               | Belgrado (Serbia)  | Medalla de bronce  | 72 kg              |